# Pietra di Portland

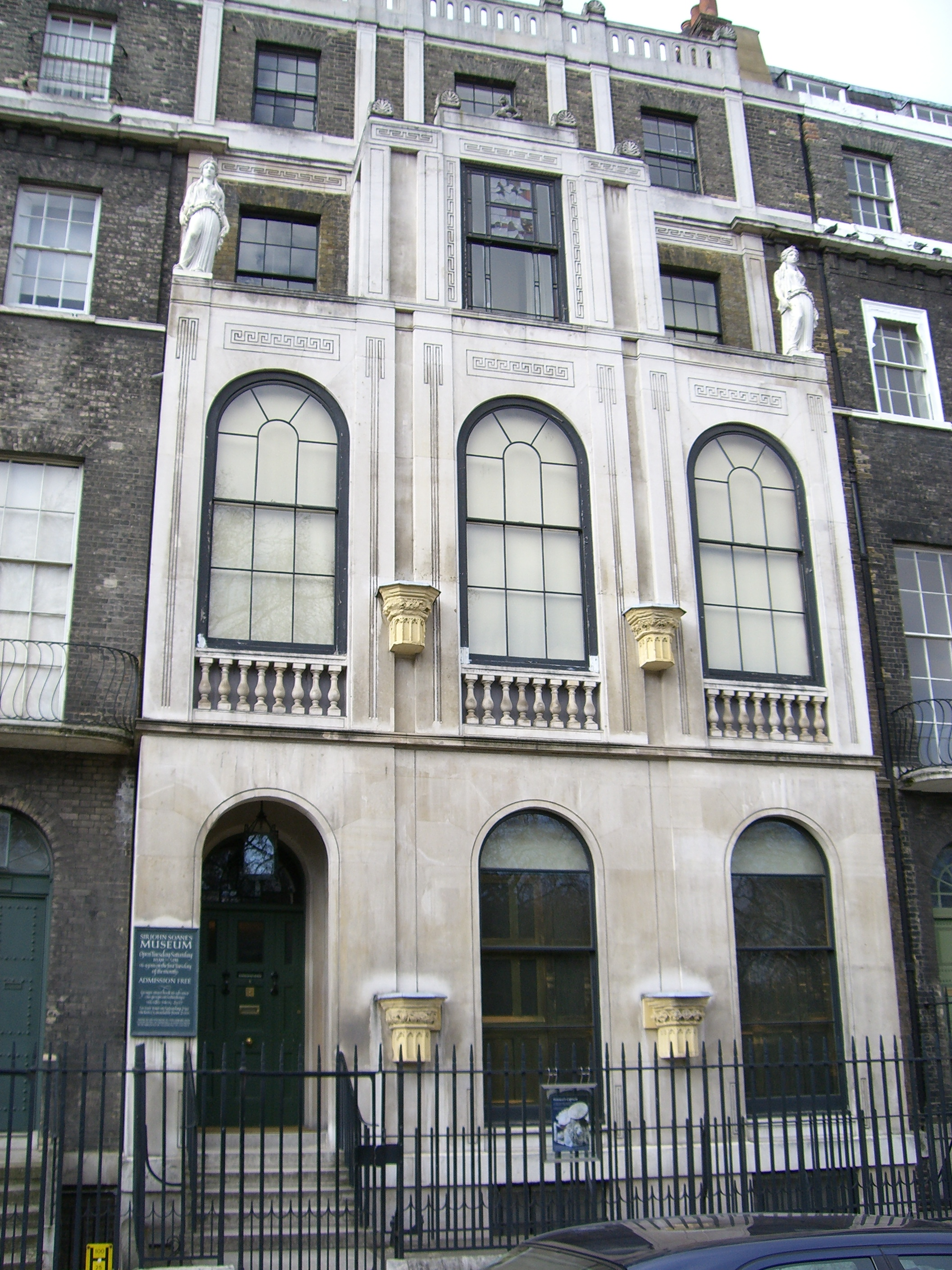
La facciata del Sir John Soane's Museum a Londra, in pietra di Portland

La pietra di Portland è un calcare originatosi nel piano Titoniano del Giurassico, estratto sull'Isola di Portland, nel Dorset, dalla quale prende il nome. Le cave consistono in letti di calcare bianco-grigio separati da letti di selce dalla grana molto sottile (chert in inglese). È stata ampiamente utilizzata come pietra da costruzione nelle Isole Britanniche, in particolare in molti importanti e prestigiosi edifici di Londra come la Cattedrale di San Paolo, il Greenwich Hospital e la facciata di Buckingham Palace (il cosiddetto Buckingham Gate). Viene anche esportata verso molti paesi: è usata, ad esempio, nel quartier generale delle Nazioni Unite a New York.
Nel 1908, il regista e produttore inglese Cecil M. Hepworth produsse un documentario dal titolo Portland Stone Industry che illustrava le attività legate all'industria della pietra. 

## Edifici in pietra di Portland
La pietra da taglio di Portland è probabilmente usata come materiale da costruzione fin dall'epoca romana. Esistono alcuni sarcofagi romani, scavati in grandi blocchi di pietra, che rinvenuti nel corso degli anni testimoniano l'abilità dei loro creatori. L'edificio più antico oggi esistente, realizzato con questa pietra, è il Castello Rufus nei pressi di Portland: la sua struttura originaria è del 1080, fu ricostruito attorno al 1259 e nuovamente ricostruito attorno al 1450, che è la data delle mura che vediamo oggi. La prima cava di pietra era nella costa nord-orientale dell'isola, vicino al castello Rufus, dove erano presenti enormi frane che rendevano l'accessibilità all'estrazione più semplice, inoltre la vicinanza al mare permetteva il facile trasporto dei massi su grandi chiatte.
La pietra di Portland è stata utilizzata per costruire il Palazzo di Westminster nel 1347, la Torre di Londra nel 1349 e la prima pietra del London Bridge nel 1350; inoltre anche la Cattedrale di Exeter e Christchurch Priory durante il XIV secolo sono state costruite in pietra di Portland. Le sue caratteristiche di ottima resistenza e lavorabilità ne garantirono popolarità tra gli architetti e i muratori. Inigo Jones l'ha utilizzata per costruire edifici a Whitehall a Londra, così come Christopher Wren ha usato molta pietra di Portland per ricostruire la Cattedrale di San Paolo ed altre chiese minori, dopo il grande incendio del 1666. Tutte le pietre vennero trasportate da Portland al centro di Londra tramite il Tamigi.
Altri famosi edifici di Londra vennero costruiti usando la pietra di Portland come il British Museum nel 1753, la Somerset House nel 1792, il General Post Office nel 1829, la sede della Banca d'Inghilterra e la National Gallery. Due edifici delle tre Grazie di Liverpool, il Cunard Building e l'edificio del porto, sono rivestiti con questa pietra, così come alcuni edifici pubblici nel centro di Cardiff. L'architetto Charles Holden la usò in maniera significativa nelle commissioni che ebbe negli venti e trenta del XX secolo, come la Senate House ed alcune fermate della metropolitana.
Dopo la Seconda guerra mondiale vennero ricostruiti usando la pietra di Portland alcuni edifici nei centri città inglesi, come Plymouth, Bristol, Coventry e Londra.
Questa pietra è stata usata in tutto il mondo, come nell'edificio dell'ONU a New York, la National Gallery di Dublino, il Casinò Kursaal in Belgio e, più recentemente, il nuovo edificio della BBC a Londra che ha vinto il premio nel 2006 per gli edifici in pietra naturale New Build (Modern Non Load Bearing Stone).